# Casa Josep Serra
Casa Josep Serra, Museu-Biblioteca Josep Serra i Farré, és un monument protegit com a bé cultural d'interès local del municipi de la Riba (Alt Camp).

## Descripció
La casa Josep Serra està situada a la plaça Major de la Riba. És un edifici eclèctic, que pren elements del vocabulari formal de diversos estils, però que principalment s'inspira en el model del palau medieval.
A la planta baixa apareixen carreus que de fons a l'arc ogival d'accés i a les finestres d'ambdós costats. El coronament d'aquesta part pren una forma esglaonada que s'eleva cap al centre, i que permet la col·locació del rètol "Museu-Biblioteca Josep Serra i Farre".
A la part superior hi ha cinc finestres que tenen com ampit la cornisa que indica el canvi de pedra a maó. D'aquesta manera s'aconsegueix una bona il·luminació de l'interior.
A la segona planta hi ha tres finestres. El coronament presenta un ràfec amb utilització de caps de biga falsos on es recolza la coberta. És remarcable el treball de relleu de la porta principal.

## Història
Josep Serra i Farré (1868-1945), en morir va fer donació al poble de la Riba de l'immoble de la seva propietat a l'actual carrer Cardenal Gomà, a fi de destinar-lo a Museu i Biblioteca, encarregant a la Caixa de Pensions per a la Vellesa i d'estalvis, institució a la qual Josep Serra i Farré havia confiat el seu patrimoni, la realització de totes les obres necessàries per a portar a terme el dit objectiu cultural.
L'edifici fou rehabilitat per l'arquitecte Francesc Adell Ferré, i va ser inaugurat el dia 7 d'agost de 1949 fent la funció de biblioteca i també conté un petit museu local.
L'any 1990 és feu un procés de remodelació interior i ampliació de l'edifici, amb incorporació d'una nova construcció a la seva banda esquerra i comptaren amb la col·laboració de la Generalitat de Catalunya, la Diputació Provincial de Tarragona, el Consell Comarcal de l'Alt Camp i l'Ajuntament de la Riba.